# Uran(IV)-carbid
Uran(IV)-carbid ist eine anorganische chemische Verbindung aus der Gruppe der Carbide und eines von mehreren bekannten Urancarbiden.

## Darstellung
Uran(IV)-carbid kann durch Reaktion von Uran und Graphit in einem Vakuum-Lichtbogenofen gewonnen werden.
{\displaystyle {\ce {U + C -> UC}}}
Zur Herstellung keramischer Formkörper (z. B. Reaktorpellets) verpresst man ein Gemisch von Urandioxid oder Uran(V,VI)-oxid mit Graphit und sintert es bei 2250 °C.
{\displaystyle {\ce {UO2 + 3 C -> UC + 2 CO}}}
Möglich ist auch die Herstellung durch Reaktion von Uran mit Methan bei 600 °C.
{\displaystyle {\ce {U + CH4 -> UC + 2 H2}}}
Uran(IV)-carbid ist eine grauschwarze, kristalline Masse mit metallisch glänzender Oberfläche. Sie besitzt eine Kristallstruktur vom Natriumchlorid-Typ mit Homogenitätsgebiet (a = 496,1–495,9 pm). Er reagiert mit Sauerstoff und geschmolzenem Beryllium, Nickel, Zirconium und Silicium sowie mit Wasser.

## Verwendung
Uran(IV)-carbid wird als Reaktorbrennstoff verwendet.